# Pietro Teulié
Pietro Giuseppe Biagio Baldassarre Teulié (Milano, 3 febbraio 1769 – Kolberg, 18 giugno 1807) è stato un generale e politico italiano.
È uno dei generali italiani con il nome inciso sotto l'Arco di Trionfo.

## Biografia
Dai registri battesimali della Basilica di Sant'Eufemia apprendiamo che "il giorno 3 febbraio 1769 nacque Teulié Pietro Giuseppe Biagio Baldassarre, figlio di Filippo e di Teresa Crippa, legittimi coniugi", e che lo stesso giorno fu battezzato.
I Teulié ebbero altri sei figli: Antonio fece il commerciante, Giuseppe combatté con Pietro, Remigio cadde in combattimento nel 1799, e poi Anna, Rosalinda e Giusta, i cui discendenti risiedono tuttora a Milano.
Il padre funzionario statale, appartenne ad una famiglia borghese originaria della Linguadoca, aveva avviato il figlio alla carriera forense.
Laureato in Giurisprudenza all'Università degli Studi di Pavia, Pietro Teulié esercitò la professione di avvocato a Milano, ma faceva fatica presso il consigliere Bossi quando i francesi di Bonaparte entrarono a Milano nel maggio del 1796: Teulié fu tra i primi a schierarsi a favore del cambiamento e si arruolò volontario nella Guardia Nazionale comandata dal duca Gian Galeazzo Serbelloni, divenendone subito il braccio destro.
Il 15 ottobre 1796 si arruolò nella Legione Lombarda, primo nucleo del futuro esercito cisalpino, come capo battaglione e aiutante del generale mantovano Giuseppe Lahoz Ortiz. Nell'inverno del 1796 fu in Garfagnana e Lucchesia a reprimere una rivolta; nel febbraio dell'anno dopo partecipò alla campagna contro lo Stato della Chiesa.
Alla battaglia del Senio, la Legione Lombarda si scontrò con l'Esercito Pontificio, truppe non bellicosissime ma preponderanti di numero e ben disposte sul terreno. Ferito il generale La Hoz, Teulié lo sostituì all'istante. La Legione sloggiò i pontifici, catturò 4 bandiere, 1000 prigionieri e 14 cannoni. Saputo che un gruppo di nemici si era asserragliato al forte di San Leo, dove due anni prima era morto Cagliostro, lo prese di slancio e proseguì fino a che la pace di Tolentino non lo fermò.
Nel luglio del 1797 fu a Milano, in agosto sul Tagliamento, nell'autunno in Romagna, nel 1798 di nuovo negli stati pontifici, poi in Valtellina.
Nel febbraio del 1799 fu al comando della Divisione territoriale di Ferrara. Alla battaglia di Legnano "ebbe morto il cavallo sotto di sé". A Perugia gli affidarono l'incarico di Capo di Stato Maggiore della divisione del Generale Garnier. Si batté ad Albano, Marino, Zagarolo e Frascati. Arrivò a Roma con le truppe stremate e rinserrò in Castel Sant'Angelo. Ne uscirà solo con l'onore delle armi e un salvacondotto per imbarcarsi per la Francia.
Napoleone stava per rientrare dall'Egitto, ma la prima Repubblica Cisalpina era finita; il suo esercito, battuto dagli austro-russi, riparò in Francia. Teulié si adoperò alla riorganizzazione delle truppe cisalpine in Legione italica; c'era una sovrabbondanza di ufficiali e sottufficiali che tuttavia accettarono di servire come semplici soldati.
Il 14 giugno 1800 partecipò alla battaglia di Marengo, ottenendo pochi giorni dopo, con decreto del 10 messidoro dell'anno VIII, la promozione a Generale di Brigata.
A dicembre la brigata Teulié fu chiamata a far parte del corpo del Generale Brune. La sua missione sarebbe stata quella di attaccare il Tirolo per chiudere la ritirata agli austriaci. La campagna si concluse vittoriosamente con l'ingresso in Trento. L'ordine del giorno del Ministero della Guerra diceva "Si deve ogni elogio all'imperturbabile coraggio ed intelligente direzione del Generale Teulié".
Il 22 aprile 1801 (2 fiorile dell'anno IX) fu nominato ministro della Guerra del Regno d'Italia; ma si dimise nel luglio dello stesso anno. Anche se dimissionario, egli non rinunciò al suo progetto di una leva obbligatoria e di uno Stato indipendente e libero.
Comandò la Divisione Italica sulla Manica nel 1803. Il 16 agosto 1804, centomila soldati galvanizzati alle parole dell'Imperatore assistettero alla consegna delle croci della Legion d'onore ai dignitari dell'Impero, fra questi Pietro Teulié che fu fatto cavaliere.
Per un complotto dei suoi nemici, nel 1804 fu deposto e arrestato; riabilitato da Napoleone, il 16 febbraio 1805 (27 piovoso dell'anno XIII) fu promosso generale di divisione.
Nel 1806 l'Imperatore elevò Pietro Teulié alla dignità di Commendatore del neo-costituito ordine della Corona di Ferro.
Dopo essere rimasto per qualche tempo nel campo di Boulogne, dall'inizio del 1807 operò in Pomerania. Partendo da Berlino, sempre al comando della Divisione Italica, sconfisse i Prussiani a Stargard e Neugarten (Pietro Teulié venne nominato Governatore Militare della Prussia). Il 24 febbraio 1807 forzò il fiume Persante e il giorno dopo iniziò l'investimento di Kolberg. Napoleone fece sentire il suo apprezzamento citando gli Italiani nel 63° e 68° bollettino di guerra. Berthier scrisse: "Gli Italiani sono appena arrivati e già si distinguono (...) Teulié coi suoi va a passo raddoppiato, egli ha completamente battuto il presidio di Kolberg costringendolo a chiudersi nella Piazza.".
Pose infine l'assedio a Kolberg il 14 marzo 1807; il 25 marzo il generale francese Loison, tornato dalla sua malattia, riprese il comando, ma pregò Teulié di continuare a dirigere le operazioni riservandosi la prerogativa di avallare le decisioni dell'esercito italiano.
Napoleone, da grande stratega, non amava gli assedi e preferiva la battaglia in campo aperto, tuttavia apprezzò l'operato di Teulié.
Il 12 giugno 1807, durante un combattimento in prima linea, una granata uccise due zappatori e gli strappò via un pezzo della coscia sinistra fino all'osso; morì sei giorni dopo di tetano. Durante i funerali furono sospesi i combattimenti e gli stessi difensori prussiani resero onore al suo coraggio sparando a salve dalle mura.
Prima di morire, Pietro Teulié aveva chiesto di essere sepolto nell'Orfanotrofio Militare per Figli di Militari Caduti al Fronte di Milano (oggi Scuola militare "Teulié") "fra i miei figli".
Il suo corpo, imbalsamato dal capo chirurgo Giuseppe de Filippi e racchiuso in una triplice cassa, fu portato a Milano l'anno successivo e deposto nei sotterranei del Collegio degli orfani militari come da lui desiderato; successivamente fu trasferito presso l'oratorio della chiesa di San Celso e finalmente, nel 1836, sepolto dal fratello Giuseppe, tenente colonnello al servizio della Francia, al cimitero di Porta Ticinese.
I visceri furono sepolti a Kolberg, dove gli stessi Prussiani eressero un monumento.
Alla morte del generale sorse una vivace polemica tra Foscolo e l'avvocato Giuseppe Marrocco, autore dell'elogio funebre. Marrocco chiamò in causa Foscolo, lamentandosi del suo silenzio: "Perché non ti alzi tu, prosatore robusto, originale poeta, Foscolo, tiranno del sentimento nelle lettere del buon Jacopo, persuasore ai supremi elogi nel tuo immaginario canto de' Sepolcri: ti lagni che sulle tombe dell'uom grande non sieda il cantore e su quella del prode Teulié tu passi taciturno?". In risposta, Foscolo fece pubblicare un articolo intitolato "Osservazioni critiche intorno a un elogio funebre di Pietro Teulié". Accanto a pungenti osservazioni sullo stile dell'elogio e sulle lacune di contenuto, Foscolo si rammaricava per essere stato preceduto nell'elogio del suo generale: "Unico fra i nominati, Ugo Foscolo è uomo militare e fu amico di Teulié, e militò con lui nell'esercito delle coste dell'Oceano; e possiamo asserire che Ugo Foscolo raccolse i documenti per un'orazione da pronunciarsi ne' funerali del suo generale, e sappiamo che ne' mesi addietro la stava scrivendo: se poi l'abbia compiuta, e quando intenda pubblicarla non possiamo dirlo". Marrocco controreplicò con un nuovo scritto, in calce al quale collocò una "Formale dichiarazione" per prevenire una qualsiasi ulteriore risposta del Foscolo. L'autore dei Sepolcri non si diede mai pace di questa sua manchevolezza. Scrivendo a Saverio Bettinelli concludeva: "A dì passati io viveva tutto a' miei studi, ed oggi, nel momento che vi scrivo, ho inchiodato nell'animo un tremendo dolore che porterò sempre con me. Il Generale Teulié morì a Colbergo; morì glorioso, e in battaglia: ma io ad ogni modo l'ho perduto! Vorrei pure consacrare all'ombra dell'amico mio alcuna prova di questo mio poco ingegno, di cui egli andava compiacendo con tanto amore: ma l'animo geme, e l'ingegno geme con tutte l'altre mie facoltà. Tenterò nondimeno, se non per onorare l'amico mio che non sente più, almeno per mostrare all'Italia qual figlio ha perduto, e per consolare l'angoscia di un vecchio padre, a cui non resta forse in tanta sciagura che la speranza della morte: Solatia luctus / Exigua ingentis, misero sed debita patri.".

## La Scuola Militare Teulié
La Scuola è dedicata al Generale Pietro Teulié che, durante la sua permanenza al ministero della guerra, pose mano al progetto di un orfanotrofio militare, nell'attuale sede della scuola, nel periodo di passaggio dalla Repubblica Cisalpina alla Repubblica Italiana. L’atto di nascita della Scuola, il 15 gennaio 1802, ne fa la più antica delle istituzioni napoleoniche tuttora esistenti. Durante la sua storia, l’istituto è stato più volte chiuso e successivamente riaperto, l’ultima volta nel 1996. Per questo motivo, la Scuola Militare "Teulié" è complessivamente rimasta attiva per circa 60 anni sui due secoli e anni successivi trascorsi dalla sua fondazione.
L’edificio che attualmente la ospita fu costruito nel medioevo per ospitare l’ospedale di San Celso. Successivamente, nel 1758, divenne il monastero cistercense di San Luca, adibito prima ad ospedale militare e poi, nel 1802, per mano di Pietro Teulié, ad orfanotrofio militare. L’orfanotrofio mutò il suo nome, contemporaneamente all’istituzione del Regno d’Italia Napoleonico, in Reale Collegio degli Orfani Militari.
Le origini della Scuola Militare di Milano vanno fatte risalire all’opera del generale Pietro Teulié, che il 21 aprile 1801 fu nominato ministro della guerra nell'ambito del governo della Repubblica Cisalpina. Nonostante egli abbia ricoperto tale incarico per un periodo di pochi mesi, in tale periodo egli si adoperò per fornire una sistemazione adeguata ai veterani di guerra, agli invalidi e agli orfani militari. Cinque mesi dopo le sue dimissioni da Ministro della guerra, infatti, il generale ebbe la soddisfazione di vedere accolte le proprie istanze. Il 1º gennaio 1802 (11 nevoso dell’anno X) Luigi Tordorò, succedutogli nell’incarico di ministro, diede mandato al Commissario di Guerra Guizzardi di presiedere una commissione per “l’organizzazione di una Compagnia di Invalidi e due di Veterani e per la scelta di un locale nella casa di San Luca che sia proprio ad un orfanotrofio di quaranta figli dei più meritevoli dei nostri guerrieri”.

## Riconoscimenti

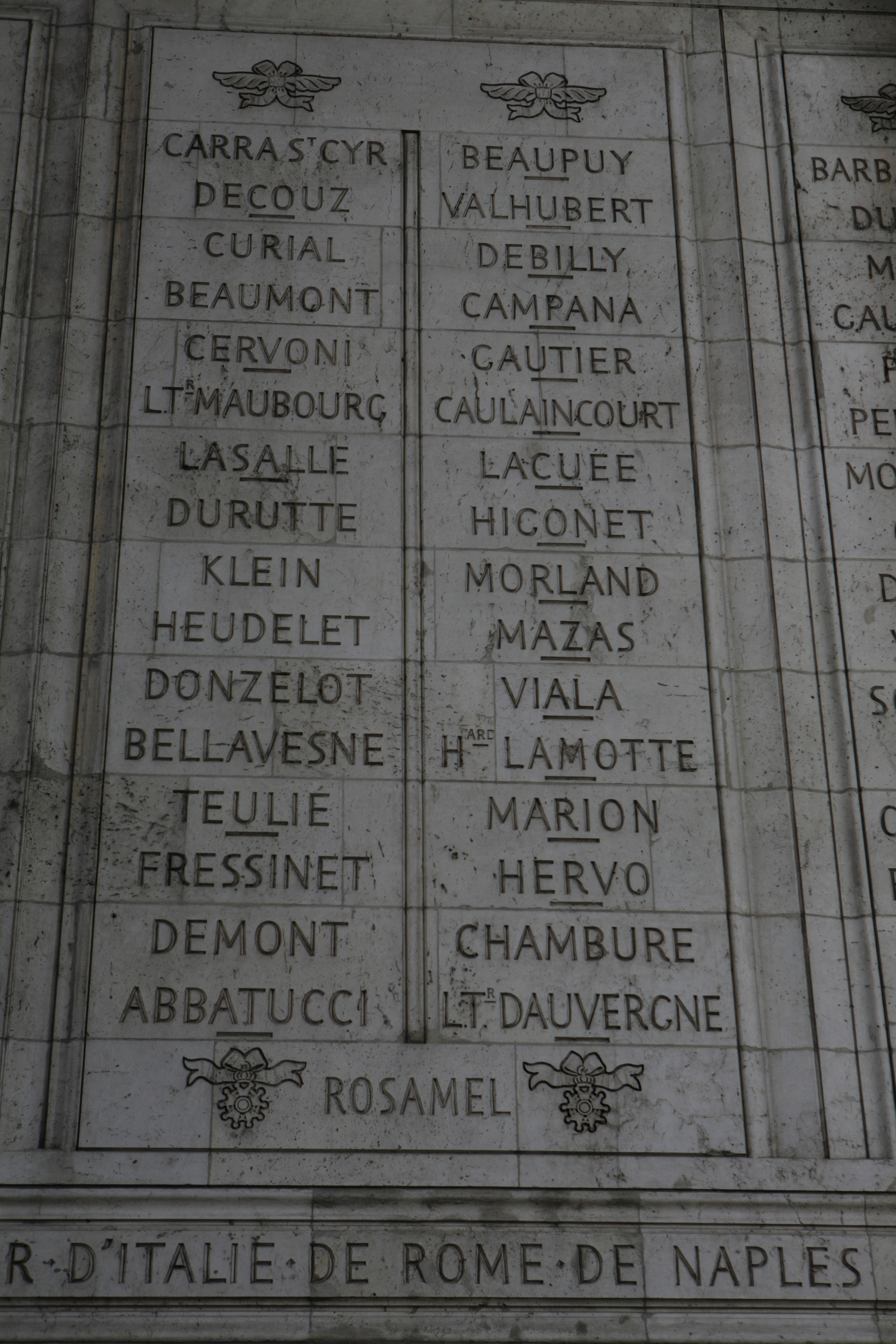
Il nome di Teulié sull'Arco di Trionfo a Parigi

- Il nome di Teulié sull'Arco di Trionfo a ParigiNapoleone sommò un gesto di stima e di onore ordinando che il suo nome fosse scolpito nella 17ª colonna sull'Arc de Triomphe de l'Étoile a Parigi, accanto a quello degli eroi dell'Armée.
- Il principe Eugenio, viceré d'Italia, fece ribattezzare la nave Friedland con il nome di Pietro Teulié e il 30 giugno 1809 gli decretò gli onori del Pantheon.
- Alla Scala si tenne una rappresentazione scenica. Le parole erano del senatore Luigi Mambretti, cantava il contralto Elisabetta Gafforini, la più famosa primadonna del tempo, che nel 1810 avrebbe dato alla Scala il primato delle cinquantaquattro repliche consecutive.
- Giuseppe Marini pubblicò l'"Ode in lode al valoroso Generale Pietro Teulié".
- Ha dato il nome alla Scuola Militare "Teulié" di Milano.
- A Pietro Teulié è intitolata una via di Milano, continuazione di Corso Italia. Nel 1951, al n. 1 di via Teulié venne fondato il Movimento Nucleare dagli artisti Enrico Baj e Sergio Dangelo e vi abitò l'artista danese Asger Jorn, ispiratore del Situazionismo.